# 尖尾亚目
尖尾亚目是线虫动物门之下一個不再使用的分類。本亞目原屬尾感器纲的蛔虫目，現時所有物種都直接歸到蛔蟲目之下。
本类线虫头部有3个或6个唇，有的种类为2个或4个唇，个别者多于6个唇、甚至无唇。外圈头乳突或者是8个发达的单乳突，或者是由4个发达的单乳突和4个发育不全的乳突组成。食道有一个膨大的后球部，由一个较短的峡部联于前方的体部。雌虫后端常常伸长形成细尖尾部。是脊椎动物和一些节肢动物的寄生虫。

## 分類
以下為本类线虫的過往的分类：

### Yorke and Maplestone (1926)
Yorke and Maplestone (1926)关于尖尾亚目线虫的分类系统
- 尖尾总科（Oxyuroidea）
  - 箭形科（Atractidae）
    - 钳尾亚科（Labidurinae）
    - 箭形亚科（Atractinae）
    - 缨首亚科（Crossocephalinae）

  - 尖尾科（Oxyuridae）
    - 尖尾亚科（Oxyurinae）
    - 管状蛲虫亚科（Syphaciinae）
    - 丽尾亚科（Cosmocercinae）
    - 尖体亚科（Oxysomatiinae）

  - 异刺科（Heterakidae）
    - 异刺亚科（Heterakinae）

  - 锥尾科（Subuluridae）
    - 锥尾亚科（Subulurinae）
    - 齿器亚科（Hoplodontophorinae）

  - 卡线科（Kathlaniidae）
    - 卡线亚科（Kathlaniinae）
    - 藤叶亚科（Cissophyllinae）

  - 克鲁科（Cruziidae）

### Travassos (1930)
Travassos (1930)关于尖尾亚目的分类系统
- 尖尾亚目（Oxyurata）
  - 尖尾总科（Oxyuroidea）
    - 尖尾科（Oxyuridae）
    - 箭形科（Atractidae）

  - 锥尾总科（Subuluroidea）
    - 锥尾科（Subuluridae）
    - 卡线科（Kathlaniidae）
    - 克鲁科（Cruziidae）
    - 异刺科（Heterakidae）
    - 丽尾科（Cosmocercidae）

### Chitwood & Chitwood
Chitwood（1937）关于尖尾亚目线虫的分类系统
- 尖尾总科（Oxyuroidea）
  - 尖尾科（Oxyuridae）
    - 尖尾亚科（Oxyurinae）
    - 咽齿亚科（Pharyngodoninae）

  - 吮口科（Thelastomatidae）
    - 吮口亚科（Thelastomatinae）
    - Protrelloidinae亚科

  - 箭形科（Atractidae）
    - 箭形亚科（Atractinae）
    - 钳尾亚科（Labidurinae）
    - 任逊线亚科（Ransomnematinae）

  - 里岗科（Rhigonematidae）
    - 里岗亚科（Rhigonematinae）
    - 鱼首亚科（Ichtyocephalinae）

### 1960年分類
Skrjabin、Schikhobalova和Lagodovskaja（1960）关于尖尾亚目线虫的分类系统
- 尖尾亚目（Oxyurata）
  - 尖尾总科（Oxyuroidea）
    - 尖尾科（Oxyuridae）
      - 尖尾亚科（Oxyurinae）
      - Thelandroinae亚科

    - 枝咽科（Ozolaimidae）
      - 枝咽亚科（Ozolaiminae）
      - Macraciinae亚科

    - 异尖线科（Heteroxynematidae）
      - 异尖线亚科（Heteroxynematinae）
      - 棘尖尾亚科（Acanthoxyurinae）
      - 无刺亚科（Aspiculurinae）
      - 唇口亚科（Labiostomatinae）

    - 管状蛲虫科（Syphaciidae）
      - 管状蛲虫亚科（Syphaciinae）
      - 罗特拉亚科（Laurotravassoxyurinae）
      - 速殖线虫亚科（Tachygonetriinae）

    - 咽齿科（Pharyngodonidae）
      - 咽齿亚科（Pharyngodoninae）

  - 锥尾总科（Subuluroidea）
  - 丽尾总科（Cosmocercoidea）
  - 异刺总科（Heterakoidea）
  - 箭形总科（Atractoidea）

### 山口1961年分類
Yamaguti（1961）关于尖尾类线虫的分类系统
- 尖尾目（Oxyurata）
  - 盾颈科（Aspidoderidae）
    - 盾颈亚科（Aspidoderinae）
    - 刺盾颈亚科（Spinaspidoderinae）

  - 箭形科（Atractidae）
    - 箭形亚科（Atractinae）
    - 缨首亚科（Crossocephalinae）
    - 伊伯拉罕亚科（Ibrahimiinae）
    - 钳尾亚科（Labidurinae）

  - 克鲁科（Cruziidae）
  - 筒体科（Cylindrocorporidae）
  - 疑尖尾科（Dubioxyuridae）
  - 蚪居科（Gyrinicolidae）
  - 异刺科（Heterakidae）
    - 异刺亚科（Heterakinae）
    - 刺尾亚科（Spinicaudinae）
    - 园尾亚科（Strongylurinae）

  - 卡线科（Kathlaniidae）
    - 藤叶亚科（Cissophyllinae）
    - 卡线亚科（Kathlaniinae）
    - Spironourinae亚科
    - Zanclophorinae亚科

  - 尖尾科（Oxyuridae）
    - 无刺亚科（Aspiculurinae）
    - 颈棘亚科（Auchenacanthinae）
    - 丽尾亚科（Cosmocercinae）
    - 异尖线亚科（Heteroxynematinae）
    - 罗洛亚科（Lautoiinae）
    - 罗特拉亚科（Laurotravassoxyurinae）
    - 尖体亚科（Oxysomatiinae）
    - 尖尾亚科（Oxyurinae）
    - 管状蛲虫亚科（Syphaciinae）
    - Travnematinae亚科
    - Velariocephalinae亚科

  - 斯米诺科（Smirnoviellidae）
  - 锥尾科（Subuluridae）
    - 齿器亚科（Hoplodontophorinae）
    - 锥尾亚科（Subulurinae）